# Aeolostoma melanostoecha
Aeolostoma melanostoecha är en fjärilsart som beskrevs av Diakonoff 1953. Aeolostoma melanostoecha ingår i släktet Aeolostoma och familjen vecklare. Inga underarter finns listade i Catalogue of Life.